# La reina Victòria
La reina Victòria (originalment en anglès, The Young Victoria) és una pel·lícula dramàtica històrica britànica de 2009 dirigida per Jean-Marc Vallée i escrita per Julian Fellowes, basada en els primers anys i en el regnat de la reina Victòria i el seu matrimoni amb el príncep Albert de Saxònia-Coburg Gotha. Produïda per Graham King, Martin Scorsese, Sarah Ferguson i Timothy Headington, la pel·lícula és protagonitzada per Emily Blunt, Rupert Friend, Paul Bettany, Miranda Richardson, Harriet Walter, Mark Strong i Jim Broadbent, entre un gran repartiment.
Com a guionista, Fellowes va intentar que la pel·lícula fos tan precisa històricament com fos possible. Tenint això en compte, es va contractar la dissenyadora de vestuari guanyadora de l'Oscar Sandy Powell i el consultor històric Alastair Bruce, i el rodatge de La reina Victòria va tenir lloc a diversos llocs històrics d'Anglaterra per augmentar l'autenticitat de la pel·lícula. Malgrat això, alguns aspectes de la pel·lícula han estat criticats per les seves inexactituds històriques.
Momentum Pictures va estrenar la pel·lícula al Regne Unit i Sony Pictures Worldwide Acquisitions Group va oferir La reina Victòria en estrena limitada als Estats Units. L'acollida de la crítica va ser en general positiva. El 24 de desembre de 2021 es va estrenar el doblatge en català a TV3.

## Argument
La jove Victòria, de disset anys, és l'única hereva legítima al tron d'Anglaterra, fet que la converteix en el centre d'una lluita pel poder. D'una banda la seva mare, dominada pel conseller Conroy, li vol fer signar una ordre de regència. De l'altra, el seu oncle Leopold, rei dels belgues, ordeix un pla per casar la futura monarca amb un altre nebot seu, el príncep Albert. Al cap de poc el rei Guillem IV mor i Victòria, que ja té divuit anys, és coronada reina. La confiança que sent pel primer ministre Melbourne causarà importants problemes a la corona. Albert, un home intel·ligent que, com Victòria, es preocupa per la gent menys afavorida, s'acabarà convertint en l'amor de la seva vida.

## Repartiment

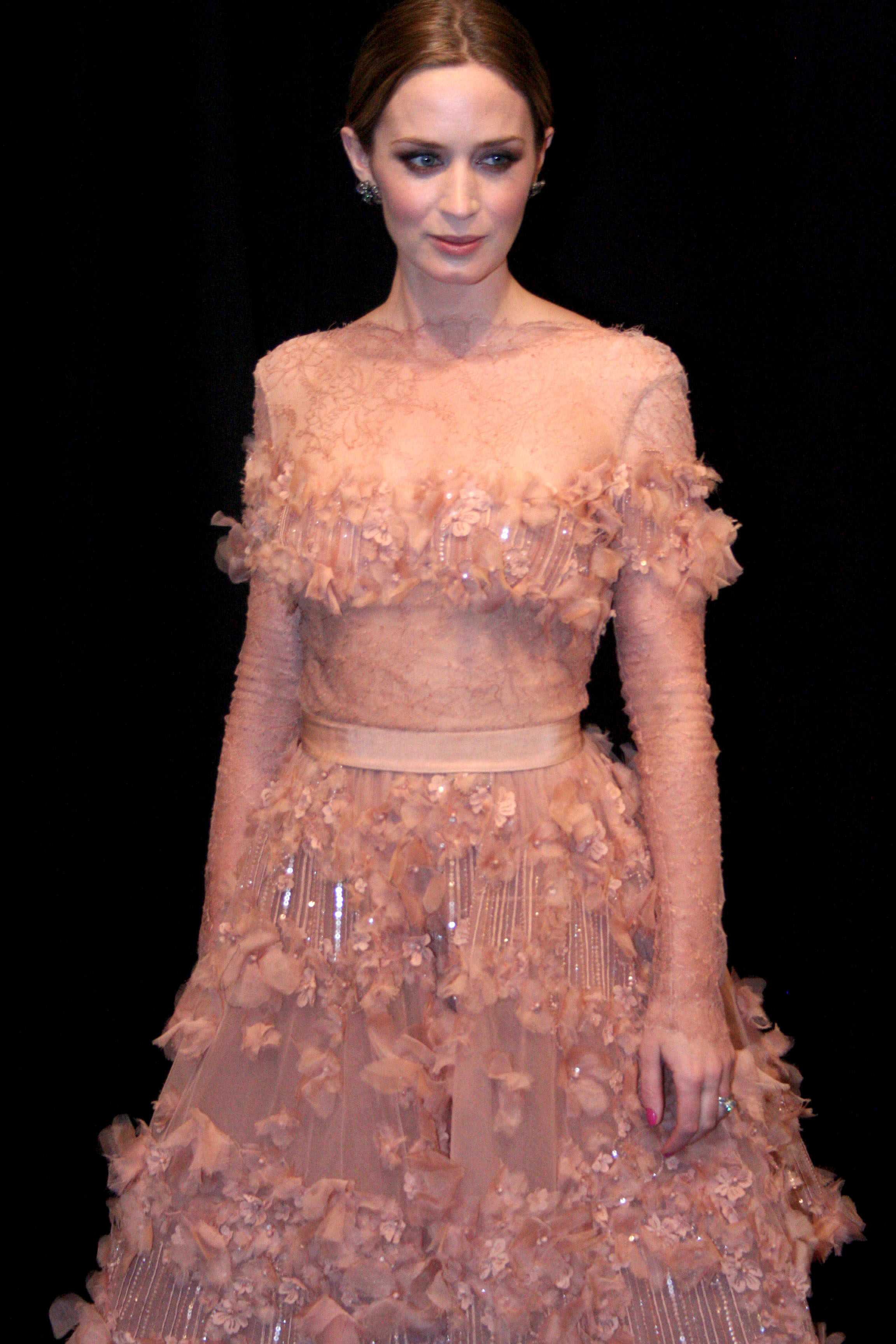
Emily Blunt (a la foto) va interpretar la reina Victòria.

- Emily Blunt com a la Reina Victòria
- Rupert Friend com al Príncep Albert de Saxònia-Coburg Gotha
- Miranda Richardson com a la Duquessa de Kent
- Mark Strong com a Sir John Conroy
- Jim Broadbent com al Rei Guillem IV
- Harriet Walter com a la reina Adelaida
- Paul Bettany com a Lord Melbourne
- Thomas Kretschmann com al rei Leopold I de Bèlgica
- Jesper Christensen com al baró Stockmar
- Jeanette Hain com a baronessa Louise Lehzen
- Julian Glover com al duc de Wellington
- Michael Maloney com a Sir Robert Peel
- Michiel Huisman com a Ernst II. Herzog von Sachsen-Coburg und Gotha
- Rachael Stirling com a la duquessa de Sutherland
- Genevieve O'Reilly com a Lady Flora Hastings
- David Robb com a Lord John Russell